# Canotaje en los Juegos Suramericanos de 2010
Se detallan los resultados de las competiciones deportivas para la especialidad de Canotaje
en los IX Juegos Suramericanos.

## Canotaje
El campeón de la especialidad Canotaje fue  Brasil.

### Medallero
Los resultados del medallero por información de la Organización de los Juegos Medellín 2010
fueron:

#### Medallero total
País anfitrión en negrilla. La tabla se encuentra ordenada por la cantidad de medallas de oro, plata y bronce
| Núm.  | País      | Oro | Plata | Bronce | Total | Orden por Total |
| ----- | --------- | --- | ----- | ------ | ----- | --------------- |
| 1     | Brasil    | 16  | 4     | 3      | 23    | 1               |
| 2     | Argentina | 6   | 6     | 2      | 14    | 3               |
| 3     | Colombia  | 1   | 5     | 5      | 11    | 4               |
| 4     | Chile     | 1   | 2     | 5      | 8     | 5               |
| 5     | Venezuela | 0   | 6     | 9      | 15    | 2               |
| 6     | Ecuador   | 0   | 1     | 0      | 1     | 6               |
| TOTAL | TOTAL     | 24  | 24    | 24     | 72    |                 |

Fuente: Organización de los IX Juegos Suramericanos Medellín 2010

#### Medallero por género
País anfitrión en negrilla. La tabla se encuentra ordenada por la cantidad de medallas de oro, plata y bronce
| Clasificación por Oro | País      | Hombres | Hombres | Hombres | Hombres | Mujeres | Mujeres | Mujeres | Mujeres | Mixtos | Mixtos | Mixtos | Mixtos | TOTAL | Clasificación por Total |
| Clasificación por Oro | País      |         |         |         | Total   |         |         |         | Total   |        |        |        | Total  | TOTAL | Clasificación por Total |
| 1                     | Brasil    | 12      | 3       | 0       | 15      | 4       | 1       | 3       | 8       | 0      | 0      | 0      | 0      | 23    | 1                       |
| 2                     | Argentina | 3       | 4       | 1       | 8       | 3       | 2       | 1       | 6       | 0      | 0      | 0      | 0      | 14    | 3                       |
| 3                     | Colombia  | 0       | 0       | 3       | 3       | 1       | 5       | 2       | 8       | 0      | 0      | 0      | 0      | 11    | 4                       |
| 4                     | Chile     | 0       | 1       | 4       | 5       | 1       | 1       | 1       | 3       | 0      | 0      | 0      | 0      | 8     | 5                       |
| 5                     | Venezuela | 0       | 6       | 7       | 13      | 0       | 0       | 2       | 2       | 0      | 0      | 0      | 0      | 15    | 2                       |
| 6                     | Ecuador   | 0       | 1       | 0       | 1       | 0       | 0       | 0       | 0       | 0      | 0      | 0      | 0      | 1     | 6                       |
| TOTAL                 | TOTAL     | 15      | 15      | 15      | 45      | 9       | 9       | 9       | 27      | 0      | 0      | 0      | 0      | 72    |                         |

Fuente: Organización de los IX Juegos Suramericanos Medellín 2010